# Alexander von Berckefeldt
Alexander Adolph Joseph Ludwig von Berckefeldt (* 9. März 1830 in Münden; † 4. April 1909 in Sacramento) war ein preußischer Offizier und Bürgermeister.

## Leben
Alexander von Berckefeldt stammte aus dem Adelsgeschlecht derer von Berckefeldt und war Sohn des Obersts a. D. Carl Georg Friedrich Wilhelm Eberhard von Berckefeld (* 23. Mai 1795; † 12. November 1865) und dessen Ehefrau Sophie Dorothea Johanne Frederike Kritter (* 10. Oktober 1796; † 19. Januar 1869). Er schlug wie sein Bruder Carl Edmund von Berckefeldt eine Offizierslaufbahn ein und stieg bis zum Hauptmann auf. In der Schlacht bei Langensalza wurde er 1866 als Angehöriger des Infanterie-Regiments „von Voigts-Rhetz“ (3. Hannoversches) Nr. 79 so schwer verwundet, dass er aus dem Dienst ausschied.
Am 4. Januar 1871 heiratete er Dorothea Ottilie Brockhaus (1842–1932) in Leipzig. Sie war eine Tochter des Orientalisten Hermann Brockhaus (1806–1877) und der Schwester Richard Wagners, Ottilie Wagner (1811–1883), die die Ehe nicht befürworteten. Mit ihr bekam er vier Kinder, die in Schwarmstedt, Viersen und Voerde zur Welt kamen. Welchen Beruf er nach seiner Militärzeit ausübte, ist bislang unklar. Von 1878 bis 1879 versah er aber seinen Dienst als Bürgermeister der Gemeinde Voerde, von dem er im September 1879 „von der Königlichen Regirung zu Düsseldorf“ suspendiert wurde. In Deutschland sah die Familie keine berufliche Perspektive mehr, sodass sie 1883 in die USA emigrierte. Bald nach der Ankunft gingen ihr jedoch die finanziellen Mittel aus, weil die Verwandten seiner Frau ihnen kein Geld mehr zukommen ließen. Nach verschiedenen erfolglosen Versuchen, ein Auskommen zu finden, ließ er sich mit seiner Familie 1884 in Chicago nieder, lebte in armen Verhältnissen und arbeitete dort in einer Düngerfabrik mit einem Einkommen von einem US-Dollar pro Tag.
Über das weitere Leben des Alexander von Berckefeldt ist bislang nichts bekannt. Er starb am 4. April 1909 in Sacramento und wurde in St. Helena beerdigt. Seine Witwe überlebte ihn um 23 Jahre und wurde neben ihm bestattet.